# Violet Detector
Hifuu Nightmare Diary ~ Violet Detector (яп. 秘封ナイトメアダイアリー 〜 Violet Detector., Хіфӯ Найтомеадайарії, досл. «Щоденник жахіть таємної кімнати 〜 Жорстокий визначник») — гра 2018 випущена Team Shanghai Alice на Комікет 94 10 серпня 2018 року. Третя фотогра в серії. Вводить як постріл так і камеру, дозволяючи перемикатися між камерою для стирання куль, і даммаку, щоб наносити шкоду.

## Ігролад

Суміреко б'ється з Клаунпіс

«Violet Detector» — вертикальний скрол-шутер, в якім гравець має стріляти в боса, щоб виснажити його здоров'я, уникаючи його атак. На відміну від попередніх фотоігор Touhou (Shoot the Bullet та Double Spoiler), камера гравця не є єдиним засобом атаки, й ігролад більш характерний для звичайних Touhou. У гравця є звичайний постріл, який використовується для здолання босів, а камера відіграє другорядну роль, стирати ворожі кулі, але її потрібно зарядити, перед використанням. Щоб гравець перейшов на наступний рівень, необхідно зробити принаймні одну фотографію боса.
У Violet Detector кожен рівень складається лише з одного боса, у якого є лише одна спел-картка. Однак використання камери не надає гравцеві митей невразливості, і у гравця є лише одне життя, втрата якого перезапускає рівень. Гравцеві також надається можливість телепортуватися, щоб вийти з-під лінії вогню противника.

## Сюжет
Суміреко Усамі, учениця старшої школи із Зовнішнього світу (Землі), може відвідувати Ґенсокьо, але лише уві сні. Їй постійно сниться сон, у якому на неї без причини нападає Рейму Хакурей. Суміреко приготувалася сфотографувати даммаку Рейму та інших мешканців Ґенсокьо, щоб викласти його в соціальних мережах.

## Розробка
Violet Detector анонсована у блозі ZUN'а та в Твіттері 19 липня 2018 року. Гра вийшла фізично 10 серпня на літній Comiket, і в Steam того ж дня.
ZUN навмисно уникав додавання нових механік до Violet Detector, які б спростили гру для новачків, оскільки він хотів дати гравцям задоволення від проходження гри власними навичками, зазначивши в післямові до гри, що ігор, які підтримують навички гравців стало менше.

## Критика
IGN поставили грі 7/10, заявивши, що «Touhou Violet Detector досить складна, але сюжет, так і механіки заслуговують на похвалу за дизайн». Гру критикували за те, що вона невблаганна для нових гравців, а механіка телепортації була незручною у використанні, припускаючи, що впровадження рівнів складності та спеціальної комбінації клавіш для телепортації покращили б гру. У Steam понад 74 % відгуків гравців були позитивними. Гра все ще вважається найгіршою в серії[джерело?].